# Presidencia Roca
Presidencia Roca är en ort i Argentina.   Den ligger i provinsen Chaco, i den norra delen av landet, 900 km norr om huvudstaden Buenos Aires. Presidencia Roca ligger 91 meter över havet och antalet invånare är 4 987.
Terrängen runt Presidencia Roca är mycket platt. Trakten är glest befolkad.